# Campionatul Mondial de Handbal Masculin din 2001
A 17-a ediție a Campionatului Mondial de Handbal Masculin s-a desfășurat în perioada 23 ianuarie - 4 februarie 2001 în Franța. Echipa Franței a câștigat campionatul după ce a învins în finală echipa Suediei cu scorul de 34 - 31 și a cucerit al doilea titlu de campioană mondială.

## Clasament final
| Poz. | Echipă         |
| ---- | -------------- |
| 1    | Franța         |
| 2    | Suedia         |
| 3    | Iugoslavia     |
| 4    | Egipt          |
| 5    | Spania         |
| 6    | Rusia          |
| 7    | Ucraina        |
| 8    | Germania       |
| 9    | Croația        |
| 10   | Tunisia        |
| 11   | Islanda        |
| 12   | Coreea de Sud  |
| 13   | Algeria        |
| 14   | Norvegia       |
| 15   | Argentina      |
| 16   | Portugalia     |
| 17   | Slovenia       |
| 18   | Cehia          |
| 19   | Brazilia       |
| 20   | Groenlanda     |
| 21   | Arabia Saudită |
| 22   | Maroc          |
| 23   | Kuweit         |
| 24   | Statele Unite  |

## Legături externe
- en  Campionatul Mondial din 2001 la Federația Internațională de Handbal